# Hagener Straßenbahn AG

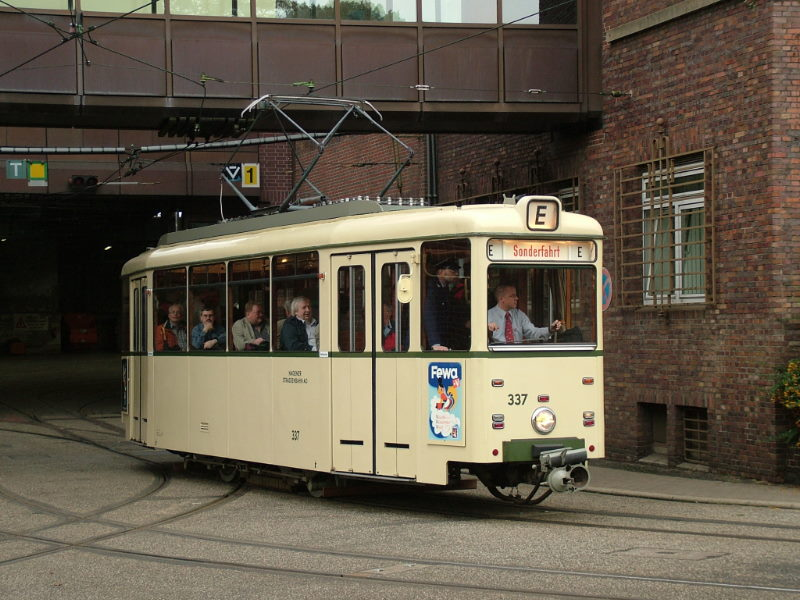
Ein im Bergischen Straßenbahnmuseum erhaltener Hagener Straßenbahnwagen auf Sonderfahrt in Bochum

Die Hagener Straßenbahn AG, kurz HST, ist das Nahverkehrsunternehmen der Stadt Hagen in Nordrhein-Westfalen. Von 1884 bis 1976 betrieb das Unternehmen ein Straßenbahnnetz, seit 1925 ebenfalls Busse.
Sie ist Mitglied im Verkehrsverbund Rhein-Ruhr, im Übergang zum Märkischen Kreis (Süden und Osten des Hagener Stadtgebietes) verkauft die Hagener Straßenbahn auch Fahrkarten des Westfalentarifs. Seit 2019 ist sie Teil der KÖR – Kooperation östliches Ruhrgebiet.

## Geschichte

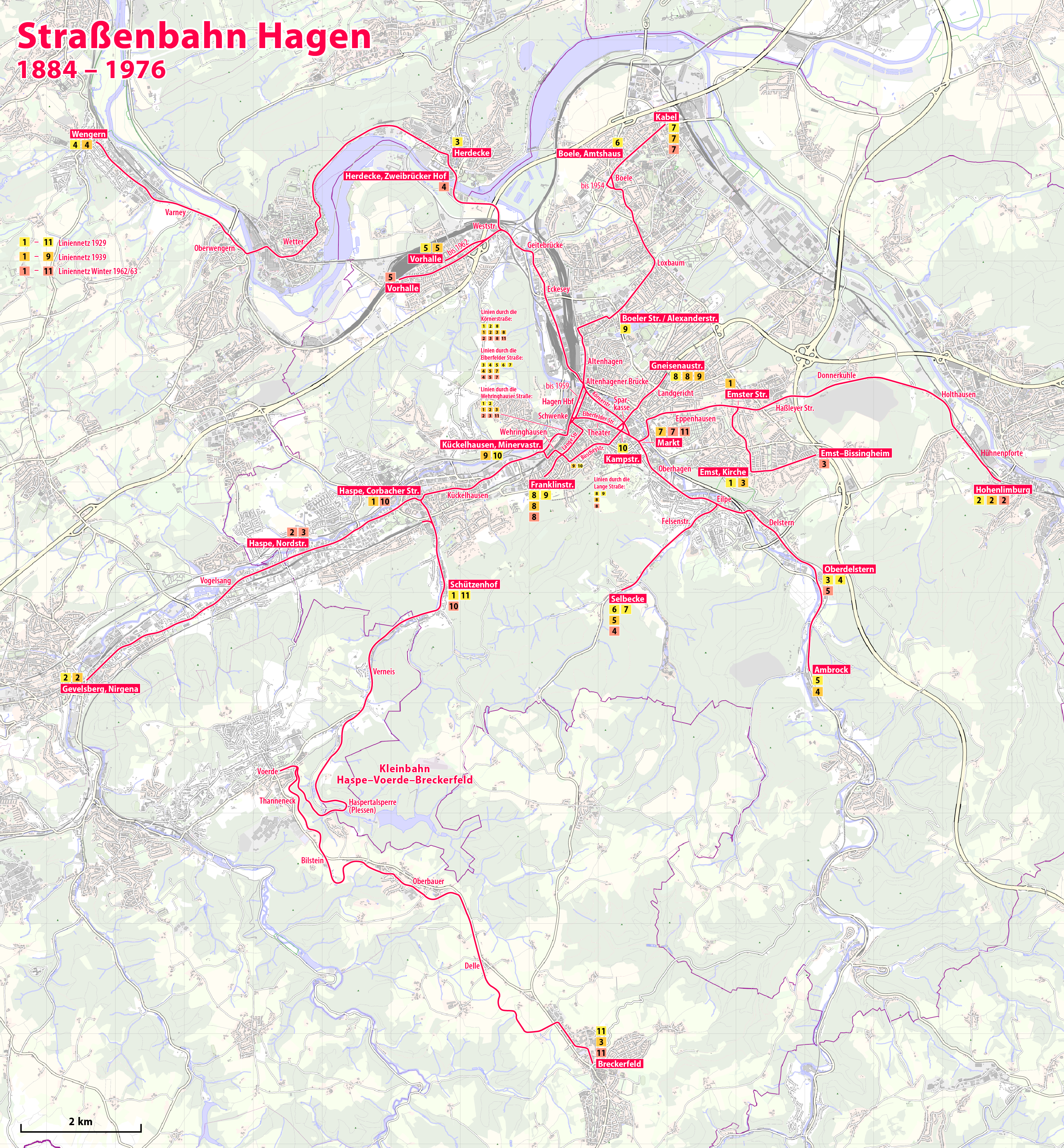
Streckenkarte des Straßenbahnsystems von 1884 bis 1976

### Frühgeschichte
Am 29. Juli 1884 wurde in der Stadt Hagen die Hagener Straßenbahn-Gesellschaft gegründet, die in der Stadt eine Pferdebahn betreiben wollte. Am 2. August des Jahres wurde mit der Stadt ein Vertrag über den Bau und Betrieb einer solchen Bahn geschlossen. Nach den Probefahrten am 5. und 6. November wurde die Pferdebahn am 13. November 1884 in Betrieb genommen. Aufgrund der Bahnübergänge, die Verzögerungen verursachten, und der fehlenden direkten Verbindung zur ersten Strecke wurde sie von den Hagenern nicht angenommen und wurde wieder stillgelegt. Da die Ausgaben bald die Einnahmen der Bahn überstiegen, musste die Gesellschaft am 30. Juli 1889 Konkurs anmelden.
Die noch selbstständige Gemeinde Eckesey gründete am 8. Juni 1894 eine eigene Straßenbahngesellschaft. Am 7. Juli 1895 eröffnete sie eine 2.550 Meter lange Strecke von Eckesey nach Altenhagen, wo sie an die Hagener Straßenbahn-Gesellschaft anschloss. Am 20. Oktober 1900 wurde die Eckeseyer Straßenbahn von der Hagener Straßenbahn AG erworben.
Der Unternehmer Adolph Müller aus Hagen gründete 1888 die Akkumulatorfabrik Hagen AG. Da er für seine Produkte eine Referenzstrecke haben wollte, bot er der Pferdebahn an, kostenlos elektrische Straßenbahnen mit Akkumulatoren zur Verfügung zu stellen. Ab dem 7. Januar 1895 fuhren diese Akkubahnen in der Stadt.
Am 1. Juli 1896 erwarb die Firma Siemens & Halske die Pferdebahn. Man beabsichtigte, die Bahn zu einer elektrischen Straßenbahn auszubauen. Zusammen mit der Akkumulatorfabrik Hagen AG gründete sie die Hagener Straßenbahn AG. Da die Stadt innerhalb des Stadtgebietes keine Oberleitungen haben wollte, wurde auf der am 12. April 1900 eröffneten Strecke von Haspe nach Gevelsberg der Betrieb über Oberleitung aufgenommen.
Am 22. Oktober 1901 wurde durch den Regierungspräsidenten ein Erlass herausgegeben, der Oberleitungen in der Innenstadt von Hagen zuließ. Ein Widerspruch durch die Stadt wurde durch das Ministerium für öffentliche Arbeiten am 11. März 1902 zurückgewiesen. Am 20. Dezember 1902 waren die Oberleitungen in der Stadt installiert und die Akkubahn hatte ausgedient.
Am 6. Februar 1906 kaufte die Stadt der Firma Siemens die Aktien der Straßenbahn zu 105 % des Kurswertes ab.

### Hagener Vorortbahn
Durch wirtschaftliche Schwierigkeiten musste die „Kleinbahn Voerde-Haspe Ges. m. b. H.“ den Personenverkehr auf der Kleinbahn Haspe–Voerde–Breckerfeld einstellen. 1927 wurden die Anteile der am Betrieb und Bau beteiligten Firmen übernommen, die Strecke auf Strombetrieb umgestellt und von der hundertprozentigen Tochterfirma „Hagener Vorortbahn GmbH“ betrieben. Eine Ursache für die Übernahme war eine erhoffte Ausweitung des Einflussbereichs der Stadt Hagen auf die Umlandgemeinden, im Angesicht einer besprochenen Eingemeindung der Stadt Haspe. Nach der erfolgten Eingemeindung 1929 ging die mit 3 Millionen Mark verschuldete „Hagener Vorortbahn GmbH“ wegen des nicht mehr finanzierbaren Kapitaldienstes in Konkurs. Nach deren Liquidation ging die Bahn am 29. Mai 1931 direkt in den Besitz der „Hagener Straßenbahn AG“ über, welche die Defizite mit Überschüssen aus anderen Bereichen decken musste.

### Bis zur Einstellung der Straßenbahn

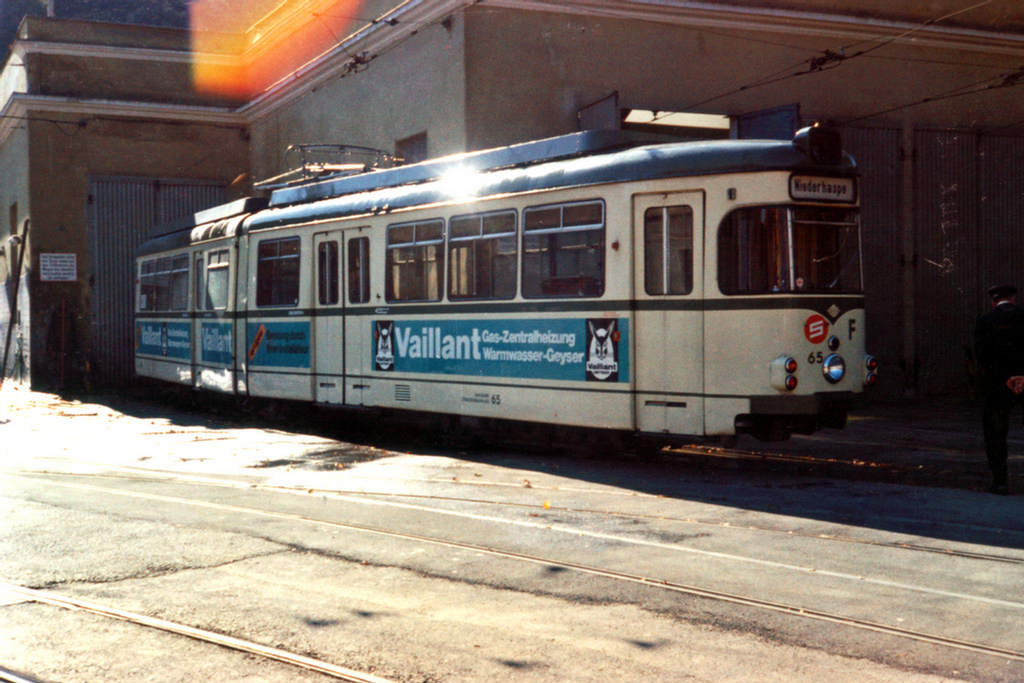
Wagen 65 in Innsbruck, 1976

Am 6. Mai 1925 nahm die Hagener Straßenbahn AG die ersten Omnibuslinien in Betrieb.
Ab dem 15. August 1949 wurde mit Einstellung der Strecke Herdecke – Wetter – Wengern damit begonnen, den Straßenbahnbetrieb mehr und mehr durch Busverkehre zu ersetzen.
Der erste Zentralen Omnibusbahnhof (ZOB) am Hagener Hauptbahnhof wurde am 31. März 1952 in Betrieb genommen und lag damals an der Kreuzung von Erzbergerstr. und Rathenaustr. (heute: Martin-Luther-Str.). Mit dem Umbau des Bahnhofsareals und dem Ersatz der Erzbergerstr. durch den Graf-von-Galen-Ring wurde der Busbahnhof 1959 an derselben neu angelegt. 
Zwischen 1958 und 1979 setzte die Hagener Straßenbahn AG Anderthalbdecker ein.
Im Jahr 1969 übertraf der Betriebsteil Omnibus mit 22,8 Millionen Fahrgästen erstmals die Beförderungsleistung des Betriebsteils Straßenbahn mit 20,2 Millionen.
Mit Einstellung der Straßenbahnlinie 7 zwischen Markt und Hagen-Kabel am 29. Mai 1976 endete der Straßenbahnbetrieb. Seit diesem Tag ist die Hagener Straßenbahn AG ein reiner Omnibusbetrieb.

### Als Busunternehmen

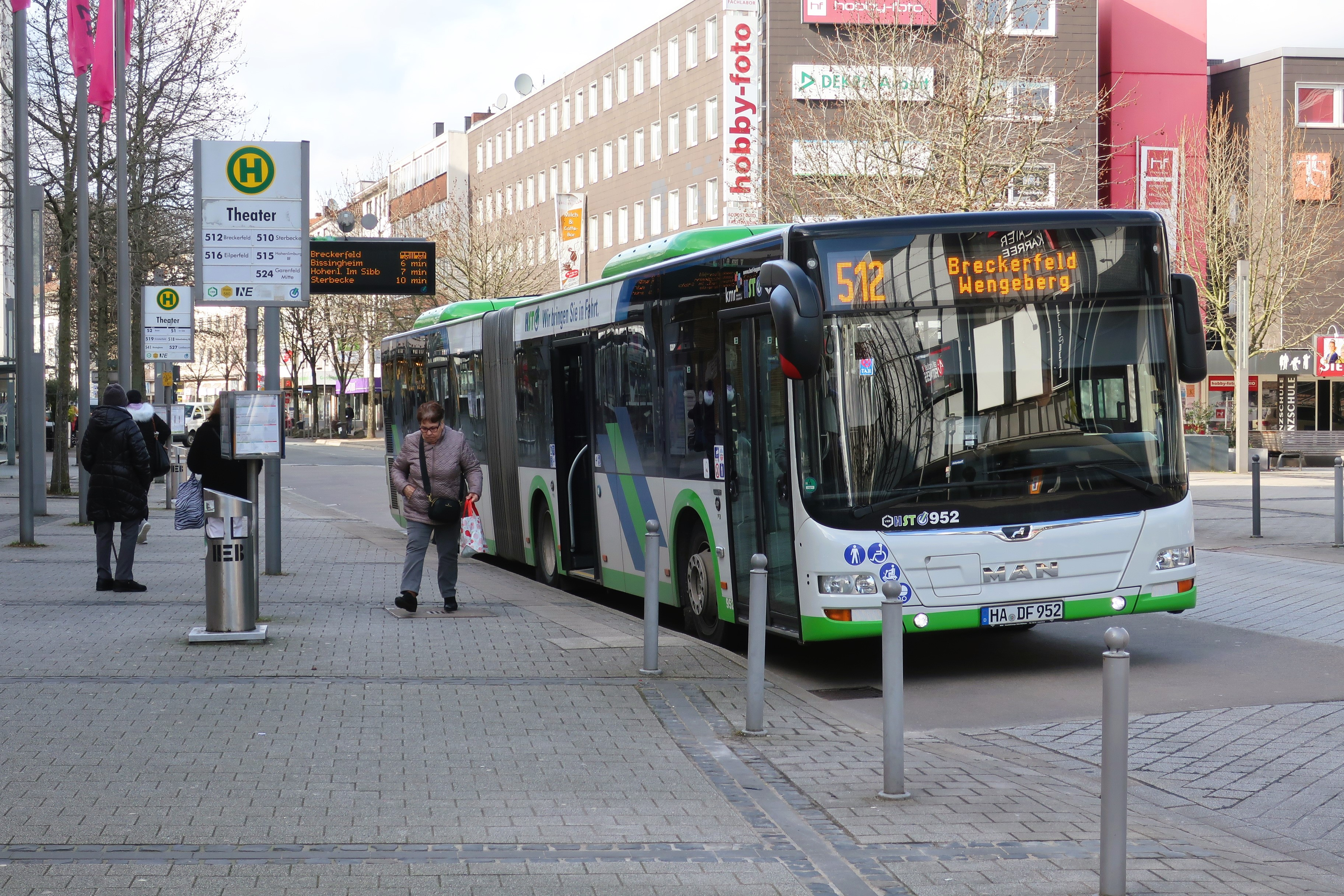
MAN A23 Lion's City G NG363

Nach Erweiterung des Hagener Stadtgebietes im Jahre 1975 um Hohenlimburg, Dahl, Rummenohl, Berchum und Garenfeld schloss die Hagener Straßenbahn AG im Jahre 1979 ein Kooperationsvertrag mit der Märkischen Verkehrsgesellschaft (MVG), dessen Vorgängerunternehmen den Busverkehr in diesen Gebieten betrieben hatten. Einige Strecken wurden durch die Hagener Straßenbahn AG übernommen oder gemeinschaftlich betrieben.
Gleichfalls wurde 1979 ein weiterer Vertrag mit der Hausemann & Mager GmbH & Co. KG geschlossen, dessen Buslinien im Raum Hohenlimburg seither gemeinschaftlich durch die HST und Hausemann & Mager betrieben werden.
Seit dem 1. Januar 1980 ist die Hagener Straßenbahn Mitglied des Verkehrsverbundes Rhein-Ruhr, dessen Tarife im Stadtgebiet Hagen gelten.
Im Jahr 1991 wurde mit dem „NachtExpress“ (NE) erstmals ein Nachtverkehr am Wochenende eingeführt, dessen Linien und Umfang seitdem mehrfach stark verändert wurden.
Im Jahr 1994 wurden erstmals Niederfluromnibusse beschafft.
1999 wurden der Busbetriebshof Oberhagen aufgegeben, seitdem gibt es noch einen Hauptbetriebshof in Boelerheide, der 1966 eröffnet worden war, und am 7. April 2000 nach Ausbau wiedereröffnet wurde.
Im Herbst 2000 wurde nach fünfjähriger Bauzeit ein neugestalteter Busbahnhof am Hagener Hauptbahnhof eröffnet.
Nach einem Beschluss des Rates der Stadt Hagen wurde das Fahrplanangebot zum 14. Juni 2009 deutlich eingekürzt, so wurden knapp 1 Million Buskilometer mit 2 Millionen Euro jährlich an Zuschüssen eingespart.
Zum Fahrplanwechsel am 15. Dezember 2019 wurde das Fahrplanangebot wieder ausgebaut, nachdem die Stadt Hagen beschloss, die Hagener Straßenbahn AG mit knapp 3 Millionen Euro zusätzlich zu bezuschussen. Mit knapp 1,2 Millionen zusätzlichen jährlichen Buskilometer konnten die Betriebszeiten des Tagesnetzes abends ausgeweitet, sowie die Takte auf Hauptachsen sowie am Wochenende verdichtet werden.

## Liniennetz
Die meisten Buslinien in Hagen (Linien 510–543, CE51 und CE52) werden von der Hagener Straßenbahn AG betrieben. Gemeinschaftskonzessionen bestehen dabei mit der Verkehrsgesellschaft Ennepe-Ruhr (Linien 511, 523, 529) und mit der Hausemann & Mager GmbH & Co. KG (Linien 537, 538, 539).
Zu den Hauptverkehrszeiten (Schüler- und Berufsverkehr) setzt sie E-Wagen (Linienbuchstabe „E“) ein, zwei frühmorgendliche Personalwagen (E1 und E2) sind ebenfalls für reguläre Fahrgäste freigegeben.
Als ergänzendes Linienangebot werden ebenfalls Taxibusse eingesetzt.
Im Abend- und Nachtverkehr werden täglich neun NachtExpress-Linien betrieben, zuzüglich einer NE-Linie von DB Rheinlandbus.
Einige weitere in Nachbarorte führende Buslinien werden von der DB Rheinlandbus, der Verkehrsgesellschaft Ennepe-Ruhr, der Märkischen Verkehrsgesellschaft und der Bogestra betrieben.

## Fuhrpark
Die Hagener Straßenbahn AG setzt folgende Fahrzeugtypen ein:
- MAN A23 Lion's City G NG363
- Mercedes-Benz Citaro C2
- Mercedes-Benz Citaro C2 Hybrid
- Mercedes-Benz Citaro C2 G
- Mercedes-Benz Citaro C2 G Hybrid
- Mercedes-Benz eCitaro
- Mercedes-Benz eCitaro G
- Mercedes-Benz Citaro Facelift G
- Solaris Urbino III 12
- Solaris Urbino III 18
- Solaris Urbino III 18,75
- Solaris Urbino IV 18

(Stand: Dezember 2024)

## Tochter- und Subunternehmen
Die Hagener Straßenbahn AG hat 1999 mit Veolia Verkehr, heute Transdev GmbH, die HABUS Verkehrsbetriebe GmbH gegründet und hält aktuell 49 % am Unternehmen. Sander Reisen gehört zu 100 % zum Unternehmen. Im Rahmen der Restrukturierung wurde zum 1. Oktober 2005 die Hagener Service GmbH gegründet, zu der Ende 2005 bereits 55 Angestellte, 5 Arbeiter und 3 Auszubildende übergeleitet waren, welche jedoch nicht mehr zur Hagener Straßenbahn AG gehört.
Weitere Busunternehmen, die Subunternehmerleistungen für die Hagener Straßenbahn erbringen sind die Hausemann & Mager GmbH & Co. KG, Busreisen Fries und Grimm Reisen.

## Trivia
Im Handelsregister des Amtsgerichts Hagen hat die Hagener Straßenbahn AG die Nummer 1.